# Орора (Мен)
Орора (англ. Aurora) — місто (англ. town) в США, в окрузі Генкок штату Мен. Населення — 93 особи (2020).

## Демографія
Згідно з переписом 2010 року, у місті мешкало 114 осіб у 46 домогосподарствах у складі 29 родин. Було 105 помешкань
Расовий склад населення:
| - 99,1 % — білих |

До двох чи більше рас належало 0,9 %. Частка іспаномовних становила 0,9 % від усіх жителів.
За віковим діапазоном населення розподілялося таким чином: 28,1 % — особи молодші 18 років, 63,1 % — особи у віці 18—64 років, 8,8 % — особи у віці 65 років та старші. Медіана віку мешканця становила 39,3 року. На 100 осіб жіночої статі у місті припадало 115,1 чоловіків;  на 100 жінок у віці від 18 років та старших — 115,8 чоловіків також старших 18 років.
Середній дохід на одне домашнє господарство  становив 65 974 долари США (медіана — 58 750), а середній дохід на одну сім'ю — 80 079 доларів (медіана — 66 667). За межею бідності перебувало 2,3 % осіб, у тому числі 0,0 % дітей у віці до 18 років та 0,0 % осіб у віці 65 років та старших.
Цивільне працевлаштоване населення становило 41 особа. Основні галузі зайнятості: освіта, охорона здоров'я та соціальна допомога — 36,6 %, фінанси, страхування та нерухомість — 14,6 %, транспорт — 9,8 %, інформація — 9,8 %.